# 前川恭子
前川 恭子（まえかわ きょうこ、旧姓：田場、1977年4月9日 - ）は、日本中央競馬会（JRA）に所属している調教師。JRA史上初の女性調教師。夫は角居勝彦厩舎でオークス馬トールポピーや友道康夫厩舎でダービー馬ドウデュースを担当した調教助手の前川和也。1児の母。

## 来歴
千葉県印旛郡富里町（現・富里市）出身。実家近くには牧場が多く、馬に囲まれた環境で育ち、11歳から乗馬を始める。筑波大学（生物資源学類）に進学し、馬術部に所属する。部費を稼ぐため、茨城県美浦村の乗馬苑でアルバイトをしていた際、トレセンで競走馬に携わる仕事があることを知る。北海道浦河町のビクトリーホースランチやアイルランドでの研修で腕を磨き、調教師になるため2003年7月JRA競馬学校の厩務員課程を経て2003年10月から厩務員として﨑山博樹厩舎でトレセン生活をスタートさせた。2004年2月から調教助手になる。調教助手時代の2008年に担当したウエスタンダンサーが京阪杯を勝利している。
2018年、﨑山の死去に伴い厩舎解散後、田所秀孝厩舎に全管理馬39頭とともに転厩し、2019年3月より坂口智康厩舎に所属した。
2023年12月7日、5度目の挑戦で2024年度の新規調教師免許試験合格者として発表され、JRA史上初の女性調教師となる。国内では地方・ばんえいを合わせると史上9人目（現役8人目）の女性調教師となる。
2024年は技術調教師として栗東・矢作芳人厩舎で研修。サウジカップデーに出走の3頭に帯同し、自身にとって初めてのサウジアラビアで研鑽を積む。
2025年3月5日付で厩舎を開業（貸付馬房数20馬房）、JRA史上初めて女性が管理する厩舎となる。管理馬の中には3月4日に定年解散した音無秀孝厩舎から、重賞3勝を挙げているモズメイメイが転厩しており、同馬は次走に高松宮記念を予定、出走すれば開業から1か月足らずでのG1初参戦となる。なお音無厩舎で同馬の担当厩務員であった内徳典行も前川厩舎に移籍している。ほかに2023年の北海道スプリントカップの勝ち馬であるケイアイドリーが同じく3月4日に勇退、解散した村山明厩舎から転厩している。
同年3月9日の阪神競馬第7競走にテクネチウムで管理馬初出走も8着で初勝利はならなかった。また鞍上は永島まなみが務め、女性同士によるタッグのJRA初の競走でもあった。同年3月18日、高知競馬第1競走・竜王盃（JRA交流競走）でサンライズアレスが勝ち、6戦目で厩舎初勝利を挙げた。同馬は重賞馬モズメイメイらとともに音無厩舎からの転厩で音無厩舎の前は技術調教師としての研修先である矢作厩舎で管理されていた。
2025年3月23日、阪神競馬第4競走・3歳未勝利（芝1600m）をミトノオルフェ（騎手：菅原明良）で制し、中央競馬において史上初の女性管理調教師の勝利となった。同年3月30日、音無厩舎から転厩時の予定通りモズメイメイを高松宮記念に送り出し、開業からわずか26日で重賞並びにGI初出走を果たすも13着に終わる。

## 調教師成績
|               | 日付          | 競馬場・開催  | 競走名         | 馬名             | 頭数 | 人気 | 着順 |
| ------------- | ------------- | ------------- | -------------- | ---------------- | ---- | ---- | ---- |
| 初出走        | 2025年3月9日  | 1回阪神4日7R  | 4歳上1勝クラス | テクネチウム     | 9頭  | 8    | 8着  |
| 初勝利        | 2025年3月18日 | 19回高知2日1R | 竜王盃         | サンライズアレス | 11頭 | 4    | 1着  |
| JRA初勝利     | 2025年3月23日 | 1回阪神8日4R  | 3歳未勝利      | ミトノオルフェ   | 17頭 | 2    | 1着  |
| 重賞･GI初出走 | 2025年3月30日 | 2回中京6日11R | 高松宮記念     | モズメイメイ     | 18頭 | 14   | 13着 |
| 重賞初勝利    |               |               |                |                  |      |      |      |
| GI初勝利      |               |               |                |                  |      |      |      |

### 主な管理馬
- ケイアイドリー（村山明厩舎から転厩）
- モズメイメイ（音無秀孝厩舎から転厩）

## 出演

### テレビ
- わたしたちはウマくいく（2024年11月24日、BS朝日）[18]